# 唐紅
唐紅、韓紅（からくれない）とは、濃い紅色のことで、深紅の色を指す。別名、韓紅花とも呼ぶ。

## 概要
紅色よりも濃く鮮やかな色を指す。
『万葉集』（759年）に収められた大伴家持の長歌「荒玉の年往き更り 春されば花のみにほふあしひきの山下響み 落ちたぎち流る辟田（さきた）の河の瀬に年魚児（あゆこ）狭走（さばし）る嶋津鳥鵜飼ともなへかがりさしなづさひゆけば 我妹子（わぎもこ）が形見がてらと紅の八塩に染めて おこせたる衣の襴（すそ）もとほりて濡れぬ 」などに、「紅の八塩」という言葉が登場するが、意味は唐紅と同じであるとされ、「八塩」は、何度も染液に漬けることを意味し、『延喜式』（907年）によれば「韓紅花」は「綾一疋、紅花大十斤、酢一斗、麩一斗、藁三圍」で染めるとある。藁を焼いた灰と麩は、紅花の黄色色素であるサフロールイエローを水に溶解させて吸着するために使うもので、唐紅は黄色の混じらない純粋な紅色ということがわかる。
『古今和歌集』（905年）中の、在原業平の歌「千早ぶる神世もきかず竜田川からくれなゐに水くくるとは」でも、紅葉の紅色を讃えて唐紅と表現している。古今和歌集ではほかに「思ひいづるときはの山の郭公唐紅のふりいでてぞ鳴く」という歌にも登場する。
辞書などでは朝鮮半島の「韓から渡来した紅」より舶来の意味とするものがあるが、別の説もある。色彩研究家の長崎盛輝は「赫らの紅」（赫らとは照り映えるような様子。色が鮮やかで明るいこと。赤みが強いこと）赤を強調する「あから」の略、又は転訛と言う説をとり唐・韓は当て字だという。

## 参考
- 福田邦夫『すぐわかる　日本の伝統色』東京美術 ISBN 4-8087-0784-5
- 吉岡幸雄『日本の色辞典』紫紅社 ISBN 4-87940-549-3
- 長崎盛輝『かさねの色目　平安の配彩美』青幻社ISBN 4-916094-54-9